# Selección de fútbol sub-20 de Uruguay
La selección de fútbol sub-20 de Uruguay es el representante de Uruguay en los torneos FIFA para esa categoría. Su organización está a cargo de la Asociación Uruguaya de Fútbol, la cual es miembro a la Confederación Sudamericana de Fútbol (Conmebol).
Es una de la selecciones juveniles más destacada a nivel sudamericano y mundial, en la que ha sido 8 veces campeón del Campeonato Sudamericano Sub-20. A nivel mundial se destaca la obtención de la Copa Mundial de Fútbol Sub-20 en 2023, y dos subtítulos en 1997 y 2013.

## Palmarés

### Torneos oficiales
- Copa Mundial de Fútbol Sub-20:
  -  Campeón (1): 2023.
  -  Subcampeón (2): 1997, 2013.
  -  Tercero (1): 1979.

- Campeonato Sudamericano Sub-20:
  -  Campeón (8): 1954, 1958, 1964, 1975, 1977, 1979, 1981, 2017.
  -  Subcampeón (7): 1971, 1974, 1983, 1992, 1999, 2011, 2023.
  -  Tercero (6): 1991, 2007, 2009, 2013, 2015, 2019

## Jugadores
Convocados para el Campeonato Sudamericano Sub-20 de 2025

## Estadísticas

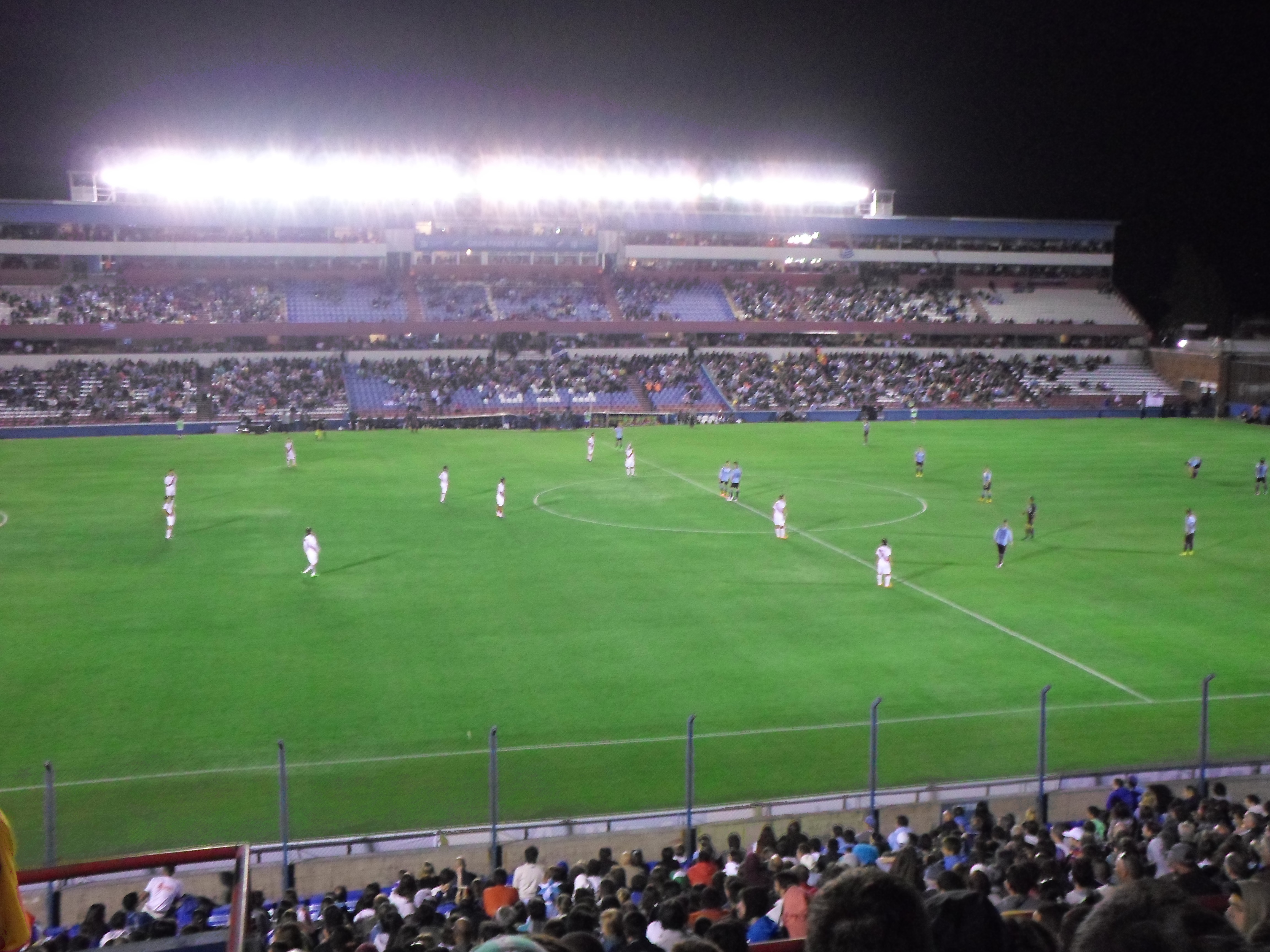
Imagen de un partido por el hexagonal final del Campeonato Sudamericano Sub-20 de 2015, entre Uruguay y Perú.

### Copa Mundial de Fútbol Sub-20
| Copa Mundial de Fútbol Sub-20 | Copa Mundial de Fútbol Sub-20 | Copa Mundial de Fútbol Sub-20 | Copa Mundial de Fútbol Sub-20 | Copa Mundial de Fútbol Sub-20 | Copa Mundial de Fútbol Sub-20 | Copa Mundial de Fútbol Sub-20 | Copa Mundial de Fútbol Sub-20 | Copa Mundial de Fútbol Sub-20 |
| Año                           | Ronda                         | Posición                      | PJ                            | PG                            | PE*                           | PP                            | GF                            | GC                            |
| ----------------------------- | ----------------------------- | ----------------------------- | ----------------------------- | ----------------------------- | ----------------------------- | ----------------------------- | ----------------------------- | ----------------------------- |
| 1977                          | Cuarto lugar                  | 4º                            | 5                             | 3                             | 1                             | 1                             | 6                             | 5                             |
| 1979                          | Tercer lugar                  | 3º                            | 6                             | 4                             | 1                             | 1                             | 10                            | 3                             |
| 1981                          | Cuartos de final              | 5º                            | 4                             | 3                             | 0                             | 1                             | 6                             | 2                             |
| 1983                          | Cuartos de final              | 5º                            | 4                             | 2                             | 1                             | 1                             | 7                             | 5                             |
| 1985                          | No clasificó                  | No clasificó                  | No clasificó                  | No clasificó                  | No clasificó                  | No clasificó                  | No clasificó                  | No clasificó                  |
| 1987                          | No clasificó                  | No clasificó                  | No clasificó                  | No clasificó                  | No clasificó                  | No clasificó                  | No clasificó                  | No clasificó                  |
| 1989                          | No clasificó                  | No clasificó                  | No clasificó                  | No clasificó                  | No clasificó                  | No clasificó                  | No clasificó                  | No clasificó                  |
| 1991                          | Fase de grupos                | 15º                           | 3                             | 0                             | 1                             | 2                             | 0                             | 7                             |
| 1993                          | Cuartos de final              | 6º                            | 4                             | 2                             | 1                             | 1                             | 6                             | 5                             |
| 1995                          | Suspendido para participar    | Suspendido para participar    | Suspendido para participar    | Suspendido para participar    | Suspendido para participar    | Suspendido para participar    | Suspendido para participar    | Suspendido para participar    |
| 1997                          | Subcampeón                    | 2º                            | 7                             | 4                             | 2                             | 1                             | 14                            | 6                             |
| 1999                          | Cuarto lugar                  | 4º                            | 7                             | 2                             | 2                             | 3                             | 7                             | 8                             |
| 2001                          | No clasificó                  | No clasificó                  | No clasificó                  | No clasificó                  | No clasificó                  | No clasificó                  | No clasificó                  | No clasificó                  |
| 2003                          | No clasificó                  | No clasificó                  | No clasificó                  | No clasificó                  | No clasificó                  | No clasificó                  | No clasificó                  | No clasificó                  |
| 2005                          | No clasificó                  | No clasificó                  | No clasificó                  | No clasificó                  | No clasificó                  | No clasificó                  | No clasificó                  | No clasificó                  |
| 2007                          | Octavos de final              | 12º                           | 4                             | 1                             | 1                             | 2                             | 4                             | 6                             |
| 2009                          | Octavos de final              | 11º                           | 4                             | 2                             | 1                             | 1                             | 7                             | 5                             |
| 2011                          | Fase de grupos                | 18º                           | 3                             | 0                             | 2                             | 1                             | 1                             | 2                             |
| 2013                          | Subcampeón                    | 2º                            | 7                             | 4                             | 2                             | 1                             | 10                            | 3                             |
| 2015                          | Octavos de final              | 12º                           | 4                             | 1                             | 2                             | 1                             | 3                             | 3                             |
| 2017                          | Cuarto lugar                  | 4º                            | 7                             | 3                             | 4                             | 0                             | 7                             | 3                             |
| 2019                          | Octavos de final              | 10º                           | 4                             | 3                             | 0                             | 1                             | 8                             | 4                             |
| 2023                          | Campeón                       | 1º                            | 7                             | 6                             | 0                             | 1                             | 12                            | 3                             |
| 2025                          | No clasificó                  | No clasificó                  | No clasificó                  | No clasificó                  | No clasificó                  | No clasificó                  | No clasificó                  | No clasificó                  |
| Total                         | 16/24                         | 4º                            | 80                            | 40                            | 21                            | 19                            | 108                           | 70                            |

### Campeonato Sudamericano de Fútbol Sub-20
| Campeonato Sudamericano de Fútbol Sub-20 | Campeonato Sudamericano de Fútbol Sub-20                                | Campeonato Sudamericano de Fútbol Sub-20                                | Campeonato Sudamericano de Fútbol Sub-20                                | Campeonato Sudamericano de Fútbol Sub-20                                | Campeonato Sudamericano de Fútbol Sub-20                                | Campeonato Sudamericano de Fútbol Sub-20                                | Campeonato Sudamericano de Fútbol Sub-20                                | Campeonato Sudamericano de Fútbol Sub-20                                |
| Año                                      | Ronda                                                                   | Posición                                                                | PJ                                                                      | PG                                                                      | PE*                                                                     | PP                                                                      | GF                                                                      | GC                                                                      |
| ---------------------------------------- | ----------------------------------------------------------------------- | ----------------------------------------------------------------------- | ----------------------------------------------------------------------- | ----------------------------------------------------------------------- | ----------------------------------------------------------------------- | ----------------------------------------------------------------------- | ----------------------------------------------------------------------- | ----------------------------------------------------------------------- |
| 1954                                     | Campeón                                                                 | 1º                                                                      | 6                                                                       | 4                                                                       | 2                                                                       | 0                                                                       | 14                                                                      | 4                                                                       |
| 1958                                     | Campeón                                                                 | 1º                                                                      | 5                                                                       | 2                                                                       | 3                                                                       | 0                                                                       | 13                                                                      | 9                                                                       |
| 1964                                     | Campeón                                                                 | 1º                                                                      | 6                                                                       | 4                                                                       | 1                                                                       | 1                                                                       | 8                                                                       | 5                                                                       |
| 1967                                     | Fase de grupos                                                          | -                                                                       | 4                                                                       | 1                                                                       | 1                                                                       | 2                                                                       | 5                                                                       | 7                                                                       |
| 1971                                     | Subcampeón(1)                                                           | 2º                                                                      | 5                                                                       | 3                                                                       | 1                                                                       | 1                                                                       | 9                                                                       | 6                                                                       |
| 1974                                     | Subcampeón                                                              | 2º                                                                      | 6                                                                       | 3                                                                       | 1                                                                       | 2                                                                       | 11                                                                      | 6                                                                       |
| 1975                                     | Campeón                                                                 | 1º                                                                      | 5(2)                                                                    | 3                                                                       | 2                                                                       | 0                                                                       | 8                                                                       | 2                                                                       |
| 1977                                     | Campeón                                                                 | 1º                                                                      | 7                                                                       | 4                                                                       | 3                                                                       | 0                                                                       | 11                                                                      | 2                                                                       |
| 1979                                     | Campeón                                                                 | 1º                                                                      | 6                                                                       | 5                                                                       | 1                                                                       | 0                                                                       | 12                                                                      | 1                                                                       |
| 1981                                     | Campeón                                                                 | 1º                                                                      | 7                                                                       | 5                                                                       | 1                                                                       | 1                                                                       | 17                                                                      | 8                                                                       |
| 1983                                     | Subcampeón                                                              | 2º                                                                      | 7                                                                       | 4                                                                       | 2                                                                       | 1                                                                       | 14                                                                      | 12                                                                      |
| 1985                                     | Fase final                                                              | 4º                                                                      | 7                                                                       | 3                                                                       | 1                                                                       | 3                                                                       | 10                                                                      | 11                                                                      |
| 1987                                     | Fase final                                                              | 4º                                                                      | 7                                                                       | 4                                                                       | 1                                                                       | 2                                                                       | 13                                                                      | 9                                                                       |
| 1988                                     | Fase de grupos                                                          | -                                                                       | 4                                                                       | 0                                                                       | 2                                                                       | 2                                                                       | 2                                                                       | 4                                                                       |
| 1991                                     | Fase final                                                              | 3º                                                                      | 7                                                                       | 3                                                                       | 4                                                                       | 0                                                                       | 13                                                                      | 5                                                                       |
| 1992                                     | Subcampeón                                                              | 2º                                                                      | 6                                                                       | 3                                                                       | 3                                                                       | 0                                                                       | 7                                                                       | 2                                                                       |
| 1995                                     | Descalificado por incidentes en el Mundial Anterior (Australia 1993)(3) | Descalificado por incidentes en el Mundial Anterior (Australia 1993)(3) | Descalificado por incidentes en el Mundial Anterior (Australia 1993)(3) | Descalificado por incidentes en el Mundial Anterior (Australia 1993)(3) | Descalificado por incidentes en el Mundial Anterior (Australia 1993)(3) | Descalificado por incidentes en el Mundial Anterior (Australia 1993)(3) | Descalificado por incidentes en el Mundial Anterior (Australia 1993)(3) | Descalificado por incidentes en el Mundial Anterior (Australia 1993)(3) |
| 1997                                     | Fase final                                                              | 4º                                                                      | 9                                                                       | 4                                                                       | 4                                                                       | 1                                                                       | 14                                                                      | 8                                                                       |
| 1999                                     | Subcampeón                                                              | 2º                                                                      | 9                                                                       | 4                                                                       | 3                                                                       | 2                                                                       | 13                                                                      | 7                                                                       |
| 2001                                     | Fase de grupos                                                          | -                                                                       | 4                                                                       | 1                                                                       | 1                                                                       | 2                                                                       | 4                                                                       | 6                                                                       |
| 2003                                     | Fase final                                                              | 5º                                                                      | 9                                                                       | 4                                                                       | 1                                                                       | 4                                                                       | 16                                                                      | 12                                                                      |
| 2005                                     | Fase final                                                              | 5º                                                                      | 9                                                                       | 2                                                                       | 5                                                                       | 2                                                                       | 13                                                                      | 10                                                                      |
| 2007                                     | Fase final                                                              | 3º                                                                      | 9                                                                       | 4                                                                       | 2                                                                       | 3                                                                       | 13                                                                      | 11                                                                      |
| 2009                                     | Fase final                                                              | 3º                                                                      | 9                                                                       | 6                                                                       | 1                                                                       | 2                                                                       | 21                                                                      | 16                                                                      |
| 2011                                     | Subcampeón                                                              | 2º                                                                      | 9                                                                       | 4                                                                       | 2                                                                       | 3                                                                       | 10                                                                      | 12                                                                      |
| 2013                                     | Fase final                                                              | 3º                                                                      | 9                                                                       | 4                                                                       | 3                                                                       | 2                                                                       | 15                                                                      | 12                                                                      |
| 2015                                     | Fase final                                                              | 3°                                                                      | 9                                                                       | 5                                                                       | 2                                                                       | 2                                                                       | 15                                                                      | 5                                                                       |
| 2017                                     | Campeón                                                                 | 1º                                                                      | 9                                                                       | 6                                                                       | 2                                                                       | 1                                                                       | 18                                                                      | 8                                                                       |
| 2019                                     | Fase final                                                              | 3º                                                                      | 9                                                                       | 4                                                                       | 2                                                                       | 3                                                                       | 10                                                                      | 8                                                                       |
| 2023                                     | Subcampeón                                                              | 2º                                                                      | 9                                                                       | 7                                                                       | 1                                                                       | 1                                                                       | 19                                                                      | 6                                                                       |
| 2025                                     | Fase final                                                              | 5º                                                                      | 9                                                                       | 3                                                                       | 1                                                                       | 5                                                                       | 15                                                                      | 12                                                                      |
| Total                                    | 30/31                                                                   | 2º                                                                      | 216                                                                     | 109                                                                     | 59                                                                      | 47                                                                      | 362                                                                     | 224                                                                     |

### Distinciones individuales
En adición a los logros obtenidos por el equipo, los jugadores uruguayos han ganado las siguientes distinciones individuales en competiciones internacionales para menores de 20 años.
| Año  | Distinción          | Distinguido         | Competición  |
| ---- | ------------------- | ------------------- | ------------ |
| 1971 | Goleador            | Ricardo Islas       | Sudamericano |
| 1974 | Goleador            | Hebert Revetria     | Sudamericano |
| 1975 | Goleador            | Hebert Revetria     | Sudamericano |
| 1977 | Goleador            | Amaro Nadal         | Sudamericano |
| 1979 | Goleador            | Arsenio Luzardo     | Sudamericano |
| 1981 | Goleador            | Enzo Francescoli    | Sudamericano |
| 1983 | Goleador            | Carlos Aguilera     | Sudamericano |
| 1992 | Goleador            | Fernando Correa     | Sudamericano |
| 1997 | Balón de Oro        | Nicolás Olivera     | Mundial      |
| 1997 | Balón de Plata      | Marcelo Zalayeta    | Mundial      |
| 2007 | Goleador            | Edinson Cavani      | Sudamericano |
| 2007 | Premio juego limpio | Uruguay             | Sudamericano |
| 2009 | Goleador            | Abel Hernández      | Sudamericano |
| 2011 | Premio juego limpio | Uruguay             | Sudamericano |
| 2013 | Premio juego limpio | Uruguay             | Sudamericano |
| 2013 | Goleador            | Nicolás López       | Sudamericano |
| 2013 | Guante de Oro       | Guillermo De Amores | Mundial      |
| 2013 | Balón de Plata      | Nicolás López       | Mundial      |
| 2015 | Guante de Oro       | Gastón Guruceaga    | Sudamericano |
| 2015 | Mejor jugador joven | Rodrigo Amaral      | Sudamericano |
| 2017 | Goleador            | Rodrigo Amaral      | Sudamericano |
| 2017 | Balón de Plata      | Federico Valverde   | Mundial      |
| 2023 | Balón de Plata      | Alan Matturro       | Mundial      |

### Futbolistas con más presencias
| # | Jugador                 | Período   | Partidos | Goles |
| - | ----------------------- | --------- | -------- | ----- |
| 1 | Rodrigo Amaral          | 2014-2017 | 55       | 19    |
| 2 | Nicolás Schiappacasse   | 2016-2019 | 47       | 21    |
| 3 | Ignacio Sosa            | 2021-2023 | 39       | 2     |
| 3 | Camilo Mayada           | 2009-2011 | 39       | 1     |
| 4 | Mathías De Ritis        | 2021-2023 | 38       | 0     |
| 5 | Luciano Rodríguez       | 2021-2023 | 37       | 11    |
| 5 | Leonardo Pais           | 2012-2013 | 37       | 1     |
| 5 | Randall Rodríguez       | 2021-2023 | 37       | 0     |
| 6 | Juan Cruz de los Santos | 2021-2023 | 35       | 4     |
| 6 | Diego Laxalt            | 2012-2013 | 35       | 2     |
| 6 | Damián García           | 2021-2023 | 35       | 1     |
| 6 | Sebastián Cristóforo    | 2012-2013 | 35       | 1     |
| 6 | Gastón Silva            | 2012-2013 | 35       | 0     |

Fuente: Transfermarkt.
- Actualizado el 12 de junio de 2023

### Máximos goleadores
| # | Jugador               | Período   | Goles | Partidos |
| - | --------------------- | --------- | ----- | -------- |
| 1 | Nicolás Schiappacasse | 2016-2019 | 21    | 47       |
| 2 | Rodrigo Amaral        | 2014-2017 | 19    | 55       |
| 3 | Cristian Gonzáles     | 1994-1996 | 15    | 25       |
| 3 | Nicolás López         | 2012-2013 | 15    | 26       |
| 4 | Hebert Revetria       | 1974-1975 | 13    | 12       |
| 5 | Edinson Cavani        | 2007      | 11    | 14       |
| 5 | Abel Hernández        | 2008-2009 | 11    | 18       |
| 5 | Luciano Rodríguez     | 2021-2023 | 11    | 37       |
| 6 | Fabricio Díaz         | 2021-2023 | 9     | 30       |
| 7 | Javier Chevantón      | 1999      | 8     | 12       |
| 7 | Anderson Duarte       | 2021-2023 | 8     | 24       |
| 7 | Andrés Ferrari        | 2021-2023 | 8     | 27       |
| 7 | Pablo García          | 2016-2019 | 8     | 28       |

Fuente: Transfermarkt.
- Actualizado el 12 de junio de 2023